# Crisis política en Bolivia de 2019
La crisis política en Bolivia de 2019, también conocida como renuncia de Evo Morales, se produjo del 10 al 20 de noviembre de dicho año después de 21 días de protestas contra el gobierno del presidente Evo Morales, por haber cometido fraude electoral en las elecciones generales de octubre, de acuerdo al Informe de análisis de Integridad Electoral de la Organización de Estado Americanos (OEA).
Evo Morales había anunciado por la mañana del 10 de noviembre un llamado a nuevas elecciones, en virtud de las irregularidades denunciadas por la OEA al proceso electoral. Horas más tarde, la Central Obrera Boliviana (COB) le pidió que renunciara en caso de ser necesario. El desenlace se produjo inmediatamente después de que el comandante en Jefe de las Fuerzas Armadas mediante un mensaje transmitido por televisión le sugiriera a Morales renunciar. A su vez renunciaron el vicepresidente Álvaro García Linera, la presidenta del Senado, Adriana Salvatierra, el primer vicepresidente del Senado Rubén Medinaceli, el presidente de la Cámara de Diputados, Víctor Borda y la primera vicepresidenta de la Cámara de Diputados Susana Rivero entre otras autoridades del Movimiento al Socialismo y miembros del gabinete ministerial, así como muchos otros funcionarios del MAS, incluidos a varios gobernadores de algunos departamentos, quienes manifestaron temor por su seguridad o la de sus familias.
El 11 de noviembre el canciller de México Marcelo Ebrard, en nombre del gobierno del presidente Andrés Manuel López Obrador, confirmó que Evo Morales había aceptado la propuesta de asilo político que López Obrador le había ofrecido en horas posteriores a sugerencia de renuncia a la presidencia de Bolivia; permitiendo la salida del país del presidente. Se registraron daños a la vivienda de Evo Morales, así como de sus familiares y políticos aliados.
En ausencia del presidente y del vicepresidente, el día 12 de noviembre, la entonces segunda vicepresidenta de la cámara de senadores Jeanine Áñez fue proclamada Presidenta del Estado (en medio de polémica por una sesión legislativa que carecía de cuórum), que fue avalado por un comunicado del Tribunal Constitucional Plurinacional de Bolivia. El día 20 de noviembre de 2019, diputados del partido MAS presentaron un proyecto de ley excepcional para las elecciones nacionales y subnacionales ante la cámara de Senadores, hecho que, según algunos medios, representó un reconocimiento de la gestión transitoria de Jeanine Áñez, conforme a la siguiente cita en el documento: «La investidura de la actual Presidenta del Estado, Jeanine Añez, surge de la sucesión constitucional, determinando como objetivo principal de su mandato, la convocatoria a elecciones generales del país, configurando inequívocamente su razón de legitimidad en el cumplimiento de este cometido, inexcusable por su naturaleza transitoria».
El 4 de diciembre de 2019, la OEA publicó su informe final relacionado con las elecciones del 20 de octubre, detallando lo que llamaron tácticas "deliberadas" y "maliciosas" para arreglar esas elecciones a favor del presidente Evo Morales. Dos análisis independientes posteriores de los datos electorales de distintas fuentes criticaron el informe de la OEA. El Center for Economic and Policy Research (CEPR), un think tank con sede en Washington D. C., cuestionó las conclusiones. La OEA defendió sus resultados. El New York Times también criticó el informe de la OEA. La Misión Técnica de Expertos Electorales de la Unión Europea publicó un informe llegando a conclusiones similares, declarando que sus observadores detectaron «numerosos errores e irregularidades en las actas electorales» y describiendo que «figuraban actas con un número inusualmente elevado de votos nulos, votos en blanco y una participación del ciento por ciento de los electores en una serie de mesas electorales».
Entre los hechos represivos que se produjeron a causa de esta crisis destacan las masacres de Sacaba y Senkata, catalogadas como tales por la Comisión Interamericana de Derechos Humanos. En agosto de 2021, un informe encargado por la OEA y realizado por expertos independientes en derechos humanos concluyó que el camino del gobierno de Añez hacia el poder vino acompañado de "irregularidades" y graves abusos de los derechos humanos por parte de las fuerzas de seguridad. El 12 de marzo de 2021, la Fiscalía de Bolivia ordenó la detención de Jeanine Áñez y varios de sus ministros acusados de los delitos de «sedición, terrorismo y conspiración», debido a su participación en los hechos de 2019, a los que la institución calificó como un «golpe de Estado».

## Terminología
Existen desacuerdos sobre la forma en que debe nombrarse a este episodio. Apoyaron la idea de definirlo como un golpe de Estado el presidente de México, Andrés Manuel López Obrador; el entonces presidente de Uruguay, Tabaré Vázquez; el entonces vicepresidente de España, Pablo Iglesias Turrión; el presidente de Argentina, Alberto Fernández, y el Poder Legislativo de ese país; el entonces diputado y actual presidente de Chile, Gabriel Boric, el presidente de Nicaragua, Daniel Ortega; el de Cuba, Miguel Díaz-Canel, el gobierno de Nicolás Maduro en Venezuela, y las Cancillerías de Rusia e Irán, entre otras. Coinciden en esta definición diversos expresidentes como Ollanta Humala de Perú, Lula da Silva y Dilma Rousseff de Brasil, Cristina Fernández de Kirchner de Argentina, Ernesto Samper de Colombia, José Luis Rodríguez Zapatero de España, y José Mujica de Uruguay. Cancilleres de diversos signos políticos también consideraron que lo ocurrido calificaba como un golpe de Estado, entre ellos destacan Susana Malcorra, de Argentina, Heraldo Muñoz, de Chile, y Celso Amorim, de Brasil. Otras importantes figuras públicas que llamaron golpe de Estado a lo sucedido en La Paz son Rigoberta Menchú y Adolfo Pérez Esquivel, premios Nobel de la Paz, Bernie Sanders, Alexandria Ocasio-Cortez y Elizabeth Warren, legisladores estadounidenses, Jeremy Corbyn, entonces líder del laborismo británico, o Javier Solana, ex Secretario General de la OTAN. También concuerdan algunos politólogos de las universidades más prestigiosas del mundo, como Steven Levitsky (Universidad de Harvard), Jerome Roos (London School of Economics), María Victoria Murillo (Universidad de Columbia), y John Crabtree (Universidad de Oxford).
Otra parte de los análisis políticos han rechazado la calificación de golpe de Estado, argumentando que fueron más bien las denuncias de fraude electoral las que precipitaron la dimisión de Morales, y que la insurrección fue de carácter popular en respuesta a tal escenario, avivadas por la represión que suscitó el propio Morales. Manifestaron este rechazo el candidato presidencial Carlos Mesa y la oposición boliviana, el gobierno de Donald Trump en Estados Unidos, el gobierno de Brasil a través de su presidente Jair Bolsonaro, y el secretario general de la OEA, Luis Almagro, quien indicó, en contrarrespuesta, que «en Bolivia hubo un golpe de Estado cuando Evo Morales cometió fraude electoral». El entonces canciller de Argentina, Jorge Faurie, declaró públicamente el 11 de noviembre que «hay un vacío de poder» y que «no están los elementos para describir esto como un Golpe de Estado». Al respecto, la Organización de los Estados Americanos, a través de 15 de sus miembros (Argentina, Brasil, Canadá, Chile, Colombia, Ecuador, Estados Unidos, Honduras, Guatemala, Panamá, Paraguay, Perú, Venezuela de Juan Guaidó), evitaron calificar de golpe lo sucedido en Bolivia, y la Unión Europea, a través de una votación en la Eurocámara, rechazaron llamarle golpe de Estado, con resultado de 234 votos en contra, 41 a favor y 88 abstenciones. También algunos politólogos, como el boliviano Eduardo Gamarra (Universidad Internacional de Florida), Escribà Folch (Universidad Pompeu Fabra) y Fabián Harari (Universidad Nacional de San Luis), señalan que no hubo golpe. La misma percepción fue manifestada por el Nobel de Literatura criado en Bolivia, Mario Vargas Llosa.

## Antecedentes

### Elecciones generales de 2019 y acusaciones de fraude electoral
Las elecciones fueron precedidas por un referéndum constitucional en 2016 sobre un proyecto de modificación constitucional que le permitiría al presidente Evo Morales ser reelecto, la cual fue rechazada. El 28 de noviembre de 2017 el Tribunal Constitucional Plurinacional falló a favor una reelección indefinida, autorizando a Morales para volver a postularse como candidatos en las elecciones generales de 2019.
El 20 de octubre de 2019 se celebró la primera ronda de votación para todos los cargos gubernamentales. El Tribunal Supremo Electoral publicó dos series de recuentos poco después de que se cerró la votación. Los dos recuentos establecidos mostraron que Morales lideraba en menos de diez puntos porcentuales a las 19:40, momento en el que se detuvieron las actualizaciones. Una ventaja de menos de 10 puntos da como resultado otra ronda de votación de segunda vuelta. A las 21:25, sin actualizaciones, el presidente Morales se declaró ganador; aunque se esperaba que los votos no contados en las zonas rurales estuvieran a su favor, la Organización de los Estados Americanos (OEA), que observaba las elecciones, señaló que incluso si Morales ganaba directamente, su ventaja más allá del umbral de los diez puntos sería insignificante como para garantizar una segunda vuelta de todos modos. Todos los organismos internacionales que observaron expresaron su preocupación por la brecha de un día en el informe de resultados: [cita requerida] después de veinticuatro horas, las actualizaciones se reanudaron, pero con un gran aumento de Morales con respecto a la primera actualización.
El 21 de octubre de 2019, el Órgano Electoral Plurinacional (OEP) informó un recuento aún incompleto y sugirió que con solo el 95.3% de los votos verificados, Morales tenía un margen muy por encima de los diez puntos para revertirse ─lo que evitaba una segunda vuelta─ y entonces Morales permanecería en el poder por un cuarto mandato junto con varias irregularidades y el límite presidencial de dos períodos que el propio Morales había anulado. Partidos opositores bolivianos, así como gobiernos extranjeros y observadores internacionales pidieron una auditoría del proceso y los resultados. La auditoría comenzó el 31 de octubre, a cargo de la OEA y observada por España, México y Paraguay.
El 6 de noviembre, la oposición boliviana publicó un informe de ciento noventa páginas que contenía acusaciones de fraude e irregularidades tales como adiciones erróneas de actos electorales, intercambio de datos y actos electorales en los que el partido gobernante obtuvo más votos que los votantes registrados, para enviarlo a la OEA y las Naciones Unidas.

### Protestas en Bolivia por acusaciones de fraude electoral
Las protestas por el presunto fraude electoral se iniciaron desde la misma noche del 20 de octubre de 2019 (día de las elecciones generales). Los manifestantes se concentraron frente al hotel ex Radisson de La Paz, donde se estaba realizando el computo de actas. El candidato opositor Carlos Mesa, hizo un llamamiento a sus seguidores a concentrarse, para vigilar que no se produjera fraude electoral, alegando que el tribunal electoral obedecía al interés del MAS y de Evo Morales, para intentar que no se llegara a una segunda vuelta.
Sectores universitarios, miembros de la coalición electoral Comunidad Ciudadana ─CC─ liderada por Mesa, y partidos de oposición reclamaron una revisión imparcial de los votos y la dimisión de las autoridades del Órgano Electoral Plurinacional de Bolivia. También pidieron el respeto a la decisión popular manifestada por el Referéndum del 21 de febrero de 2016, en el que el 51.3% de los participantes rechazaron que las autoridades sean reelectas dos veces de manera continua y una segunda vuelta electoral.

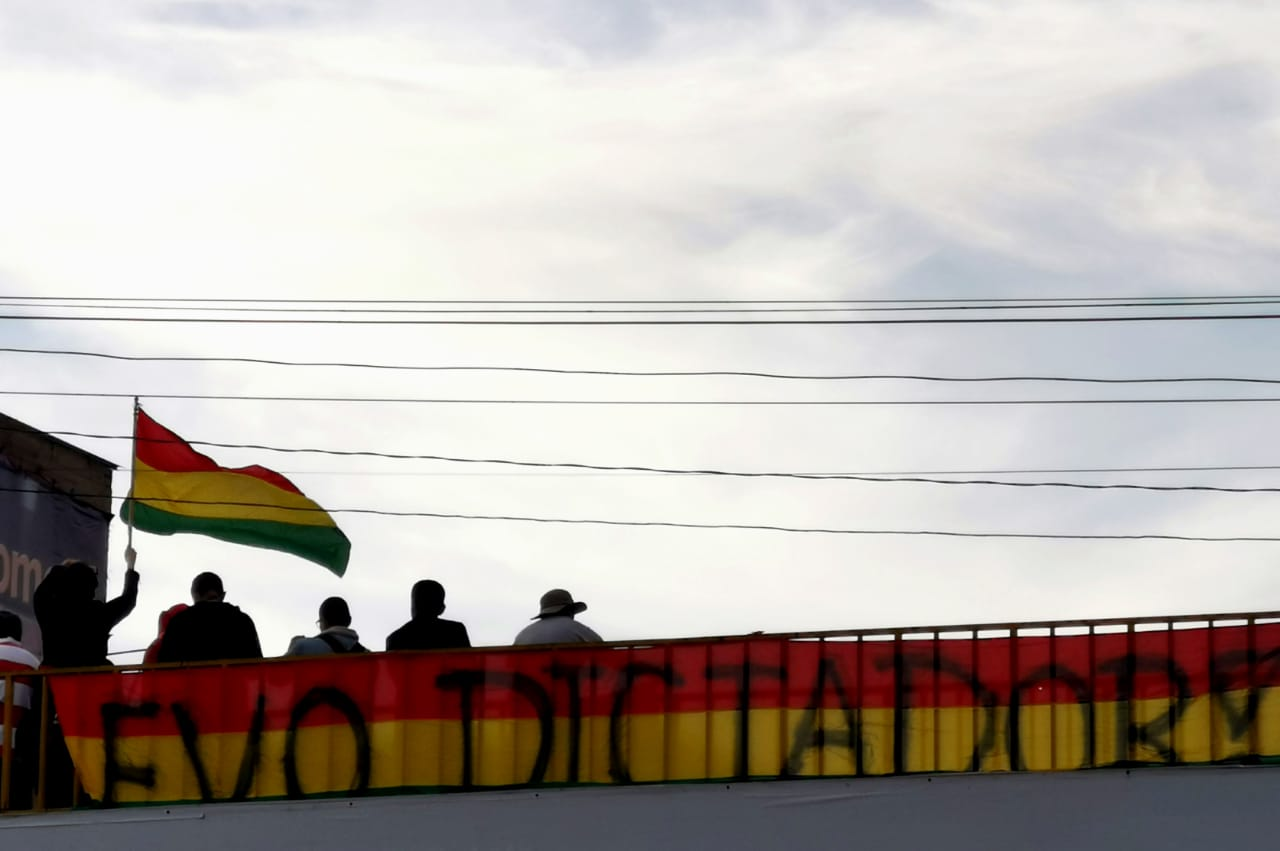
Manifestantes en las protestas de octubre de 2019 sobre un puente con la pintada de «Evo dictador»

Partidos afines al MAS se manifestaron reclamando el respeto al voto, se declararon en «estado de emergencia» y llamaron a apoyar a ese partido y descartar la segunda vuelta.
Tras varios días de protesta ciudadana, la oposición boliviana había exigido la renuncia de Morales a la presidencia, hasta que en la mañana del 10 de noviembre la Organización de Estados Americanos publicó un informe en el que concluían que hubo serias irregularidades en el proceso electoral lo cual motivó que el entonces presidente convocara a nuevas elecciones.

### Pedidos de renuncia a Evo Morales
Al principio, los pedidos de renuncia venían de sectores de oposición política, cívicos y organizaciones anti-socialistas, resaltando a las plataformas ciudadanas, acusando a Evo Morales y a su partido político de cometer «fraude electoral». Sin embargo, los días pasaron, y se registraban violencia de sectores radicales que apoyan fielmente a Morales, causando miedo y luto en las familias bolivianas, que llevó a que sectores sociales que hasta ese entonces apoyaban al mandatario indígena optaran por exigir su renuncia constitucional.
El 31 de octubre de 2019, las asambleas populares de La Paz y Santa Cruz exigieron la realización de nuevos comicios, y esta última pidió además la renuncia de Evo Morales a la presidencia. Posteriormente, el 2 de noviembre de 2019 el bloque opositor exigió también la renuncia del presidente, otorgándole un plazo de 48 horas para que la formalice.
El sábado 9 de noviembre, por la mañana, el rector de la Universidad Pública de El Alto (UPEA), Freddy Medrano, hizo conocer en una conferencia de prensa el alejamiento de la casa superior de estudios con el mandatario Evo Morales, y exigiendo su «renuncia constitucional», así como la renuncia de las autoridades del Poder Electoral, y una convocatoria a nuevas elecciones generales, repudiando a la máxima autoridad del Estado Boliviano de «su capacidad de soberbia, sin escuchar al pueblo» y resaltó como «la clase política se ha aplazado...».
El 10 de noviembre de 2019, la Central Obrera Boliviana ─COB─, la mayor entidad sindical del país y aliada del Gobierno durante los últimos años, también le pidió a Morales «renunciar, si es necesario» para pacificar al país.

### Financiamiento de la NED a las protestas contra Evo Morales[93][94]
De acuerdo al informe  del Ministerio de Asuntos Exteriores de China que habla acerca de la Fundación Nacional para la Democracia (NED, por sus siglas en inglés), agencia estadounidense que habría instigado a una "revolución de colores" invirtiendo 70 millones de dólares entre esta institución y USAID financiando a las élites blancas, ex-figuras de derecha y otros elementos anti-Morales, además de invertir otros montos específicos para objetivos concretos con medios de comunicación y fundaciones. El fragmento referido a Bolivia en el informe es el siguiente:
La NED instigó la "revolución de colores" en Bolivia, obligando al presidente Evo Morales a renunciar y exiliarse. Durante los casi 14 años de gobierno izquierdista de Morales, Bolivia disfrutó de estabilidad política y la tasa de crecimiento más rápida de Sudamérica. La tasa de pobreza continuó disminuyendo, los medios de vida de la población mejoraron notablemente y las tensiones entre blancos e indígenas disminuyeron significativamente. El gobierno de Morales ganó las elecciones generales, pero se vio obligado a dimitir por los "movimientos callejeros" y el ejército y la policía. La NED influyó en ello de diversas maneras.
En primer lugar, la preparación de fuerzas anti-Morales a lo largo de los años. Entre 2013 y 2018, la NED y la USAID proporcionaron, por diversos medios, 70 millones de dólares estadounidenses a la oposición en Bolivia, financiaron a élites blancas, exfiguras políticas de derecha y otros elementos anti-Morales, tejieron una red anti-Morales que abarca universidades, centros de estudios y organizaciones civiles, e incluso convencieron a indígenas bolivianos para que se opusieran a Morales. Varias figuras destacadas de la oposición recibieron dicho apoyo financiero o mantuvieron estrechas relaciones con Estados Unidos.
En segundo lugar, la denuncia de "fraude electoral" en una campaña de lavado de cerebro. A partir de 2018, la NED invirtió 45.000 y 42.000 dólares estadounidenses, respectivamente, a través de la Fundación para el Periodismo y la Agencia de Noticias Fides Compañía de Jesús para incentivar a los medios de comunicación de derecha bolivianos a desenmascarar la corrupción y el abuso de poder del gobierno de Morales y a calificar de "dictador" a Morales, quien buscaba la reelección. Asignó 45.000 dólares estadounidenses, a través de la Fundación Milenio, para patrocinar universidades, consejos empresariales y ONG con el fin de promover la "elección justa" y la "transparencia judicial", con el fin de generar expectativas públicas sobre el "fraude electoral" de Morales.

En tercer lugar, la planificación de movimientos callejeros. El 29 de octubre de 2019, tras la publicación de los resultados de las elecciones generales, líderes de la oposición, entre ellos Carlos Mesa, organizaron una manifestación pacífica, exigiendo la repetición de las elecciones y distribuyendo dinero en efectivo a los manifestantes. El líder opositor José Antonio Camacho, quien posteriormente se convirtió en el foco de propaganda de los medios de comunicación de derecha respaldados por la NED, incitó huelgas nacionales y se convirtió en un portavoz audaz y controlable de Estados Unidos. La NED también invirtió 200.000 dólares estadounidenses a través del Instituto Republicano Internacional, una institución central de la NED, para mejorar la capacidad de movilización y organización de los partidos de oposición y asesorar a los movimientos callejeros.
En un evento de la NED el 13 de junio de 2017, ya se planteaban distintas formas para lograr que Evo Morales no logre acceder de nuevo a la vicepresidencia. Entre algunas participaciones destacan algunas por predecir algunos hechos que ocurrirían dos años más tarde:
"Las Fuerzas Armadas deben forzar el camino a la democracia. No se puede derrotar a una tiranía autocrática con reglas democráticas".

(Ronald MacLean, político boliviano de derecha).
"El nuevo secretario de la OEA está trabajando muy duro para tener democracia de nuevo en Venezuela y luego pondrá su atención en Bolivia".

(Raúl Peñaranda, ex-editor del periódico Página Siete, director de Brújula Digital y fellow del programa Reagan-Fascell Democracy Fellowship de NED).
Entre las intervenciones de preguntas cabe resaltar: "se debe presionar internacionalmente para que los políticos opositores exiliados retornen", "Bolivia debe ser un ejemplo para la democracia porque es un país muy importante para Estados Unidos", "en la elección de 2019 debe crearse una 'revolución de colores': una sensación de robo de la elección, que la gente asista para votar pero que no fue limpia, eso causa que la gente se rebele para sacar un gobierno", además se sugieren tomar otras alternativas como un boicot. Entre los asistentes al evento estaba Manfred Reyes Villa, político y militar retirado.

## Cronología

### 8 y 9 de noviembre

#### La Policía Presidencial deja sus puestos
Luego de semanas de repeler protestas en la Casa Grande del Pueblo, las unidades de la Unidad Táctica de Operaciones Policiales (UTOP), cuya tarea era defender a Morales, acordaron una reunión el 8 de noviembre. En esa reunión, los oficiales de la UTOP finalmente decidieron abandonar sus puestos para pedir la renuncia de Morales. De acuerdo a Reuters, la UTOP le dio la espalda a Morales por varias razones: quejas de presuntas órdenes de reprimir a manifestantes de la oposición y evitar a los de Morales, resentimientos por un percibido trato preferencial dado a las Fuerzas Armadas y el cansancio de combatir manifestantes.

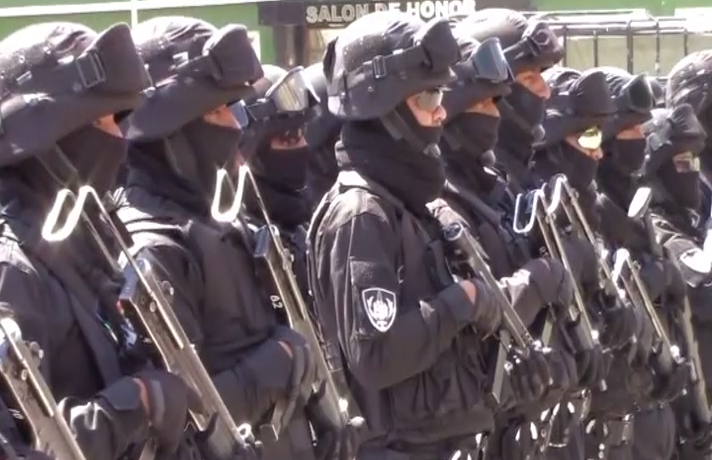
Unidad Antiterrorista de la Policía Boliviana creada en diciembre de 2019, después de los conflictos suscitados.

El viernes 8 se reporta un primer amotinamiento policial en la ciudad de Cochabamba. Luego se fueron sumando unidades policiales de Chuquisaca (Sucre), Santa Cruz y también Oruro, donde los agentes incluso tomaron la gobernación. Los policías de La Paz se suman al repliegue el sábado 9, dejando a las sedes del Gobierno y Legislativo bolivianos sin protección.
Para el viernes 9 de noviembre, todos los oficiales de la UTOP ya habían abandonado sus posiciones, dejando a vulnerable a Morales frente a las protestas. Franklin Pareja, un profesor de la Universidad Mayor de San Andrés, dijo que a causa de esto, el Gobierno de Morales "perdió su escudo" y que "estaba totalmente vulnerable y no podía seguir".

#### Revueltas violentas del 8 de noviembre
En el marco de los repliegues policiales, el sábado 9, la casa Ester Morales Ayma, hermana de Evo Morales en Oruro es atacada y en parte quemada. La casa del gobernador del departamento de Oruro, Víctor Hugo Vásquez, del Movimiento Al Socialismo (MAS), fue incendiada y saqueada. También se reportó un incendió en la casa del gobernador de Chuquisaca
En la jornada de 9 de noviembre, un grupo de vecinos de Miraflores y otros activistas detuvieron a José Aramayo que ejercía funciones como director de Radio Comunidad, acusado de lanzar dos dinamitas desde el edificio y ser promotor de la violencia como método de defensa al Proceso de Cambio. Posteriormente, los movilizados cercaron la sede nacional de la Confederación Sindical Única de Trabajadores Campesinos de Bolivia (CSUTCB), con Aramayo atado en un árbol más cercano del edificio de CSUTCB, y finalmente entregado a la Policía.

#### Desalojo popular a funcionarios de medios gubernamentales
En la tarde del 9 de noviembre, un grupo considerable de manifestantes se concentró en el edificio "La Urbana" para realizar un "piquete",  dicha infraestructura que tiene en su interior a los estudios de Canal 7 - Bolivia TV (anteriormente conocido como Televisión Boliviana) y Radio Illimani - Red Patria Nueva, y que desde la noche del 8 de noviembre irrumpieron su programación habitual, reemplazando con "programación de emergencia" (que terminaría el 10 de noviembre, minutos después del vídeo de la renuncia constitucional de Evo Morales),  esto se debe a que se hicieron llamadas de origen desconocido que decía ser del "Comité de Emergencia", advirtiendo a la recepcionista de que su vida se encuentra en peligro. Iván Maldonado, quien administraba los medios estatales de radio y televisión, ordenó a los funcionarios públicos «abandonar el edificio de forma ordenada», y los manifestantes permitieron su salida del edificio. Mientras se retiraban a los funcionarios, los manifestantes enbanderaron la tricolor boliviana, acompañado de afiches (con la imagen de Evo Morales, señalado de "dictador"), grafitis y pancartas que manifestaron su indignación hacia los medios gubernamentales, acusados por ser medios proselitistas que maquillaban la realidad del país, y enalteciendo la imagen de Evo Morales. Desde los medios que apoyan a Morales se denunciaba hostigamiento a funcionarios públicos y funcionarios de la Defensoria del Pueblo

#### Reporte del CEPR

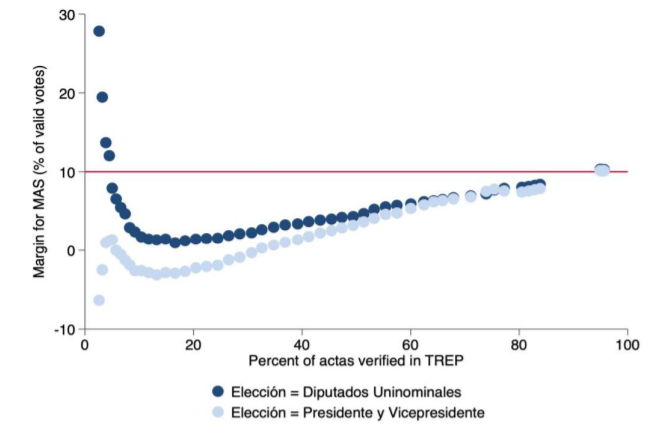
Gráfica del CEPR mostrando el margen del MAS en el TREP

El 8 de noviembre, el Centro de Investigación Económica y Política (CEPR) de Estados Unidos contradijo la postura de la OEA y explica que en el momento en que se interrumpió el informe de los resultados del conteo rápido, la tendencia de voto existente favorecía a Morales en la obtención de la victoria electoral de manera absoluta con un margen de más de diez puntos porcentuales. El recuento de votos oficiales legalmente vinculantes no se detuvo durante ningún período significativo, y la tendencia en los resultados en el recuento oficial fue muy similar a la tendencia en los resultados del conteo rápido TREP. Las tendencias entre ambos recuentos no cambiaron sustancialmente conforme se fueron contabilizando más actas.

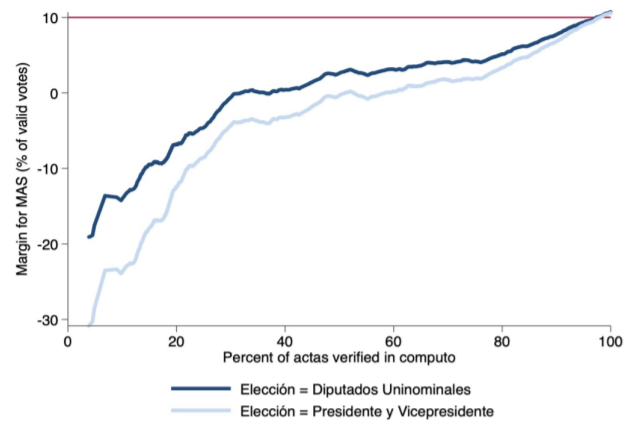
Gráfica del CEPR mostrando el margen del MAS en el computo

Las dudas que fueron emitidas sobre el conteo de votos por parte de la misión de la OEA en su primer comunicado de prensa y en su informe preliminar han sido ampliamente citadas.

Análisis del informe de la OEA por el Centro de Investigación Económica y Política de Estados Unidos

1. Los resultados del conteo rápido TREP para el primer 83.85% del conteo de votos son consistentes con una proyección del resultado final que señala como inmediato ganador a Morales con una victoria de más de 10 puntos porcentuales.

2. Ni la misión de la OEA ni ningún otro partido han demostrado que hubo irregularidades generalizadas o sistemáticas en las elecciones del 20 de octubre de 2019.

3. Ni el conteo rápido TREP ni el conteo oficial exhiben cambios significativos en las tendencias de votación respecto a los resultados finales; más bien, la misma tendencia ya conocida, explicable por diferencias en las preferencias de los votantes en diferentes áreas geográficas, se hace evidente en ambos conteos. (ver gráficos anexos)

4. El recuento legalmente vinculante —el recuento oficial— no se detuvo durante ningún período de tiempo significativo.

5. No está claro cómo las objeciones de la misión de la OEA con respecto al conteo rápido TREP afectarían al conteo oficial.

El CEPR es un think tank fundado por los economistas Dean Baker and Mark Weisbrot que cuenta entre sus miembros con los Premios Nobel Joseph Stiglitz y Robert Solow. Ha sido definido como progresista y de izquierda con varias publicaciones de apoyo a gobiernos alineados con la corriente del socialismo del siglo XXI. El CEPR ha publicado varios artículos sobre Venezuela que han sido descritos por algunos columnistas de opinión como de apoyo a Hugo Chávez y el gobierno venezolano. Mark Weisbrot, fundador del CEPR, quien en 2012 escribió un editorial para The New York Times explicando los motivos por los que Hugo Chávez fue reelegido en 2012.

### 10 de noviembre

#### Informe preliminar de la OEA
El domingo 10 de noviembre, la OEA presentó un informe preliminar de su auditoría y sus hallazgos. Mostró que habían vulnerabilidades en el sistema que podrían haber manipulado los resultados; los observadores internacionales pidieron por unanimidad que las elecciones se celebraran nuevamente con el recuento original completamente anulado.

Conclusiones de los hallazgos preliminares

En los cuatro elementos revisados (tecnología, cadena de custodia, integridad de las actas y proyecciones estadísticas) se encontraron irregularidades, que varían desde muy graves hasta indicativas. Esto lleva al equipo técnico auditor a cuestionar la integridad de los resultados de la elección del 20 de octubre pasado.

En el componente informático se descubrieron fallas graves de seguridad en los sistemas tanto TREP como del cómputo final. Además, se descubrió una clara manipulación del sistema TREP que afectó tanto los resultados de dicho sistema, como los del cómputo final.

La existencia de 1.575 actas TREP en el cómputo final, corresponde a un aproximado de 350.000 votos. El margen de victoria en primera vuelta es menor a 40.000 votos. Por lo tanto, una irregularidad de estas dimensiones es determinante para el resultado. Por estas razones el equipo auditor no puede validar una victoria en primera vuelta.

Las manipulaciones al sistema informático son de tal magnitud que deben ser profundamente investigadas por parte del Estado boliviano para llegar al fondo y deslindar las responsabilidades de este caso grave. La existencia de actas físicas con alteraciones y firmas falsificadas también impacta la integridad del cómputo oficial.

De 176 actas analizadas de la muestra que habían sido escrutadas en Argentina, el 38,07% presentan inconsistencias con el número de ciudadanos que sufragaron. Es decir, las actas reflejan un número mayor de votos que el total en las listas índice.

Teniendo en cuenta las proyecciones estadísticas, resulta posible que el candidato Morales haya quedado en primer lugar y el candidato Mesa en segundo. Sin embargo, resulta improbable estadísticamente que Morales haya obtenido el 10% de diferencia para evitar una segunda vuelta.

Los técnicos de la OEA contaroncon la necesaria información y accesos para poder realizar su trabajo.

El equipo auditor no puede validar los resultados de la presente elección, por lo que se recomienda otro proceso electoral. Cualquier futuro proceso deberá contar con nuevas autoridades electorales para poder llevar a cabo comicios confiables.

Finalmente, el equipo de auditores seguirá procesando información y las más de 250 denuncias recibidas sobre el proceso electoralde cara al informe final, el cual contendrá una serie de recomendaciones. Sin embargo, los hallazgos preliminares son contundentes.

Morales aceptó este resultado y dijo que trabajaría con su gobierno para revisar el sistema electoral y luego celebrar una nueva elección. Insatisfechos con esta propuesta, los políticos opositores lo alentaron a renunciar.

#### Acciones directas contra funcionarios gubernamentales y primeras renuncias
El alcalde de Potosí, Williams Cervantes ─del MAS─, intentó participar en las manifestaciones en defensa de la democracia por parte de movimientos opuestos al partido de gobierno. Sin embargo, al llegar al lugar fue presionado por una multitud para que firmara su renuncia. El político fue obligado a escribir la palabra «renuncio» seguido de su firma en una bandera de la ciudad de Potosí.
En tanto, el gobernador de Potosí, Juan Carlos Cejas, renunció a las 12:30 luego de que su familia fue amenazada de muerte y con la decisión buscar la pacificación del estado potosino.
El alcalde de Sucre, Iván Arciénega, también comunicó su renuncia al cargo con una escueta carta que dice: «Hago conocer mi renuncia irrevocable a cargo de alcalde por una solución pacífica al conflicto que vive el país que se restablezca la democracia, el orden constitucional y los plenos derechos de la gente por una Bolivia unida».
La ministra de salud Gabriela Montaño renunció a su cargo por amenazas de muerte y denunció que le quemaron su casa. La funcionaria hizo públicos los mensajes amenazantes en su cuenta de Twitter.
La casa del presidente Evo Morales en Cochabamba fue saqueada por fuerzas paramilitares y Morales responsabilizó a Luis Fernando Camacho y Carlos Mesa frente a cualquier ataque a su persona o a otras autoridades.
También renunciaron la vicecanciller, dos gobernadores y el presidente de la Cámara de Diputados de Bolivia. Todo fue registrado el 9 de noviembre de 2019, y parte del 10 de noviembre de 2019.

#### Pronunciamiento de Evo Morales
El 10 de noviembre de 2019, posterior a la difusión del Informe Preliminar de la OEA, Evo Morales declaró que ha «decidido, primero, renovar la totalidad de vocales del Tribunal Supremo Electoral» y «convocar a nuevas elecciones nacionales que mediante el voto permitan al pueblo boliviano elegir democráticamente a sus nuevas autoridades, incorporando a nuevos actores políticos».

#### Pronunciamiento de las Fuerzas Armadas
El 10 de noviembre de 2019, el comandante en jefe de las Fuerzas Armadas de Bolivia, Williams Kaliman, se pronunció en un comunicado que sugiere «al presidente del Estado que renuncie a su mandato presidencial, permitiendo la pacificación y el mantenimiento de la estabilidad».

Artículo 20.- Las atribuciones y responsabilidades fundamentales del Alto Mando Militar son:

[...]
 b. Analizar las situaciones conflictivas internas y externas, para sugerir ante quien corresponda las soluciones apropiadas.
Ley N° 1405 - Ley Orgánica de las Fuerzas Armadas 

Este Artículo de la Ley N.º 1405 - Ley Orgánica de las Fuerzas Armadas fue invocado por Williams Kaliman al momento de leer el pronunciamiento de las fuerzas armadas mediante el cual se sugirió al presidente que renuncie a su cargo. Las Fuerzas Armadas, como institución, no realiza política partidista.

Artículo 4.- Las Fuerzas Armadas de la Nación, como Institución no realiza acción política partidista. Sus miembros gozan de los derechos, libertades y garantías ciudadanas y actuarán como electores de acuerdo con las disposiciones legales correspondientes, en caso de participar como candidatos a cargos electivos de los Poderes Ejecutivo, Legislativo, Concejos Municipales y otros, se sujetarán a las disposiciones señaladas en la Constitución Política del Estado, las leyes de la República y los Reglamentos Militares.
Ley N° 1405 - Ley Orgánica de las Fuerzas Armadas

El Artículo 6 la obliga a asegurar el imperio de la Constitución Política del Estado y garantizar la estabilidad del gobierno legalmente constituido.

Artículo 6.- Las Fuerzas Armadas tienen por misión fundamental defender y conservar la independencia nacional, la seguridad y estabilidad de la República, el honor y soberanía; nacional, asegurar el imperio de la Constitución Política del Estado, garantizar la estabilidad del gobierno legalmente constituido y cooperar en el desarrollo integral del país.

Para el cumplimiento de su misión las Fuerzas Armadas tienen las siguientes atribuciones y responsabilidades:

a. Garantizar el imperio de la Constitución Política del Estado y la estabilidad del Gobierno legalmente constituido.
Ley N° 1405 - Ley Orgánica de las Fuerzas Armadas

### Renuncia de Evo Morales
A la mañana del domingo 10 de noviembre, durante una entrevista en Radio Panamericana, el mandatario resaltó nuevamente la convocatoria a nuevas elecciones como un pedido de la oposición (política), y así "no haya más paros", minimizando a las plataformas ciudadanas que participaron en las manifestaciones por más de 3 semanas de manera activa. Resaltando ese detalle, el mandatario solo ve a cívicos, políticos y policías como la oposición que busca derrocarlo, acusando al cristianismo boliviano de "orar para odiar y discriminar" y gritar "Evo cabron". Morales en sus declaraciones no escuchó un pedido a una «sucesión constitucional», descartando su renuncia constitucional.  Añadiendo a que Santa Cruz perjudica a Bolivia con sus días de paro, con perdidas de más de 3 millones de dólares al día. El periodista le informa de los incidentes de la emboscada de buses. Morales señala que desde el 29 de octubre se inició el «intento de golpe de Estado». El periodista le pregunta sobre las acciones del Informe Preliminar de la OEA. Morales al principio responde que duda de la imparcialidad de la prensa, para después acusar a la Organización de Estados Americanos de «asumir una decisión política». 
Finalmente, Morales, furioso increpaba al periodista de Radio Panamericana después de que el comunicador social le preguntaba si buscaria una nueva candidatura, el acuartelamiento de los cocaleros en Cochabamba y el reporte preliminar de un posible nuevo fallecido producto de la emboscada registrado en Challapata, y generalizando a la prensa por «fomentar al Golpe de Estado con mala información», llevándolos a la «confrontación», adjetivizando de forma despreciable de ser agentes de la derecha, y a los bolivianos que piden su renuncia constitucional para la "pacificación" como parte del Golpe de Estado.
Los militares y la policía dijeron que no seguirían el mandato del presidente Morales. Ante ello, el mandatario, quien se encontraba en la localidad de Lauca Eñe en el departamento de Cochabamba, habló en televisión anunciando su renuncia inmediata.
Horas antes de la renuncia, el líder opositor Luis Fernando Camacho informó mediante su cuenta en la red social Twitter que existía una orden de detención contra Evo Morales por parte de la Policía Nacional y las Fuerzas Armadas. El mismo Morales denunció: «Grupos violentos asaltaron mi domicilio. Los golpistas destruyen el Estado de Derecho».
La policía boliviana negó que hubiera una orden para detener a Evo Morales.
En agosto de 2020, Morales publicó sus memorias en Argentina, recopiladas en el libro Volveremos y seremos millones, en las cuales señaló que había tomado la decisión de renunciar la noche anterior al 10 de noviembre. Dicha renuncia fue "sugerida" por las Fuerzas Armadas. Evo Morales también consideraba internarse «monte adentro, selva adentro para gobernar». Curiosamente, en sus memorias jamás se mencionaba el término "golpe de Estado". En los escritos, Morales manifestó «Yo evalué profundamente esto, y no puedo ser responsable de una masacre. Informé a mis ministros, a mis compañeros, para evitar esa masacre».

#### Post-renuncia
El vicepresidente de Morales, Álvaro García Linera, también renunció. Adriana Salvatierra, presidenta del Senado de Bolivia, también dimitió de su cargo. Sectores de la oposición liderados por el empresario Luis Fernando Camacho y el cívico potosino Marco Antonio Pumari ocuparon el Palacio Quemado, dejando en el "Hall Presidencial" la carta de renuncia, acompañado de la biblia cristiana y la tricolor boliviana (rojo, amarillo y verde).

#### Pronunciamiento de segunda vicepresidenta del Senado
En la tarde del 10 de noviembre, Jeanine Áñez, segunda vicepresidenta del Senado ─la más alta autoridad remanente en la línea de sucesión─ anunció que asumiría la presidencia temporalmente a contar del 11 de noviembre, con la responsabilidad de llamar a nuevas elecciones. Expresó que tomaría el cargo una vez que el Senado reconociera oficialmente las renuncias del día anterior.

#### Detención de la comisión electoral
El 10 de noviembre de 2019, después de la renuncia de María Eugenia Colque Choque como Presidencia del Tribunal Electoral, la Fiscalía General ordenó la detención de los integrantes de los tribunales electorales nacional y departamentales. La operación de detención de vocales electorales fue realizada por la Dirección de Análisis Criminal e Inteligencia (DACI). En el comunicado de la Fiscalía General del Estado, señalo las irregularidades del Tribunal Electoral mencionadas en el informe preliminar de la OEA, indicando así las acciones "ilicitas penales y electorales vinculados al computo de los resultados oficiales", en referencia a los eventos de la irregularidad de la Transmisión de Resultados Electorales Preliminares (TREP) hasta los últimos informes de los resultados oficiales de las elecciones.

#### Solicitudes de asilo político
El gobierno del presidente de México, Andrés Manuel López Obrador, había felicitado a Morales por el llamamiento a nuevas elecciones. Después del anuncio de su renuncia al cargo presidencial, López Obrador le ofreció asilo político. La embajada de México en La Paz informó que en su interior se encuentran refugiados veinte funcionarios del gobierno de Morales sin precisar sus identidades y en la de Argentina se encuentra asilado Carlos Romero.

### 11 de noviembre

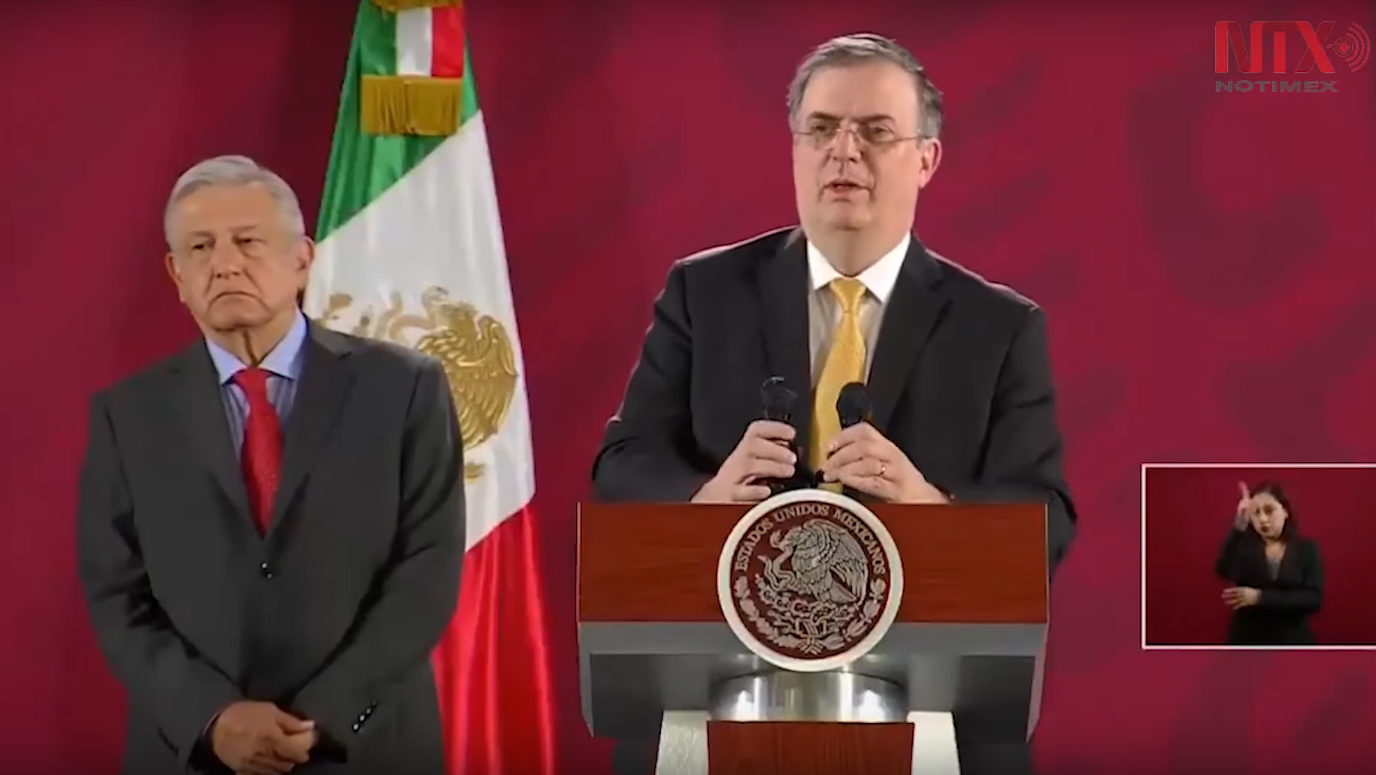
El presidente de México Andrés Manuel López Obrador y el canciller Marcelo Ebrard en conferencia de prensa anunciando el "periplo" del jet mexicano para el asilo político de Morales.

Evo Morales permaneció en el aeropuerto de Chimoré, que se encuentra bajo resguardo de las Fuerzas Armadas de Bolivia, a su vez rodeado de simpatizantes cocaleros del Chaparé. Marcelo Ebrard, canciller mexicano, confirmó en conferencia de prensa el asilo político de Morales en ese país y argumentó que para México la vida del exmandatario corría peligro y que México otorga asilo a muchas personas del mundo: «México ha sido tierra de asilos como Giuseppe Garibaldi o José Martí», argumentó. Ebrard indicó que su país se encargaría de sacar a Morales del país con un avión de la Fuerza Aérea Mexicana.
La aeronave mexicana Gulfstream 55 arribó al Aeropuerto Internacional Jorge Chávez en Lima, donde tuvo que esperar varias horas por las gestiones correspondientes. Despegó de Lima y al arribar al espacio aéreo, Bolivia revocó el permiso y el avión tuvo que regresar a Lima.
Gestiones mexicanas permitieron que Bolivia aceptara el vuelo a Chimoré ante la negativa expresa de países como Argentina, Brasil y Chile de que volara en sus territorios y el reto de que tenía una autonomía de vuelo de once horas, por tanto, era necesario hacer una escala para repostar combustible. Ya con Evo Morales a bordo, la ruta prevista era Chimoré-Lima-Ciudad de México. A las 19:30 Perú comunicó la suspensión de poder cargar en combustible en Lima y vivir un momento de tensión dada la presencia tanto de simpatizantes de Evo Morales como de miembros de las fuerzas armadas. El canciller mexicano Ebrard, con la ayuda de Alberto Fernández ─presidente electo de Argentina─ fue el negociador con el presidente de Paraguay, Mario Abdo Benítez para que la nave aterrizara en el Aeropuerto Internacional Silvio Pettirossi de Asunción y repostara combustible.

### 12 de noviembre
Ya aterrizada la aeronave mexicana en Paraguay, se suscitó de nuevo un conflicto al negar Bolivia el tránsito aéreo del avión. Gestiones mexicanas lograron que el jet pudiera despegar, salir y hacer un trayecto en la frontera entre Brasil y Bolivia para luego retomar la salida nuevamente por Perú, país que accedió a permitir el uso de su espacio aéreo pero no el cargar combustible. El gobierno de Ecuador, que había aceptado el vuelo por su territorio, negó finalmente su autorización de uso del espacio aéreo.
El expresidente boliviano llegó a México a las once de la mañana, tiempo de México, al Aeropuerto Internacional de la Ciudad de México. Morales dio un mensaje en el que agradeció al pueblo mexicano haberle salvado la vida. El depuesto mandatario calificó de nuevo lo ocurrido como golpe de Estado «político-cívico al que se sumó la policía nacional», denunció amenazas de muerte y narró cómo saquearon su casa y la de otros integrantes de su gobierno antes de la renuncia. «Nuestro peor delito, pecado, es que ideológicamente somos anti imperialistas. Que sepa el mundo entero que no por este golpe voy a cambiar ideológicamente, no por este golpe cambiaré el trabajar por los sectores más humildes», dijo antes de ser trasladado del aeropuerto de la capital mexicana en un helicóptero militar. Acompañaron en el vuelo al expresidente Álvaro García Linera, exvicepresidente, y Gabriela Montaño, exministra de Salud y otras personas identificadas como familiares de Evo Morales.

#### Sucesión constitucional

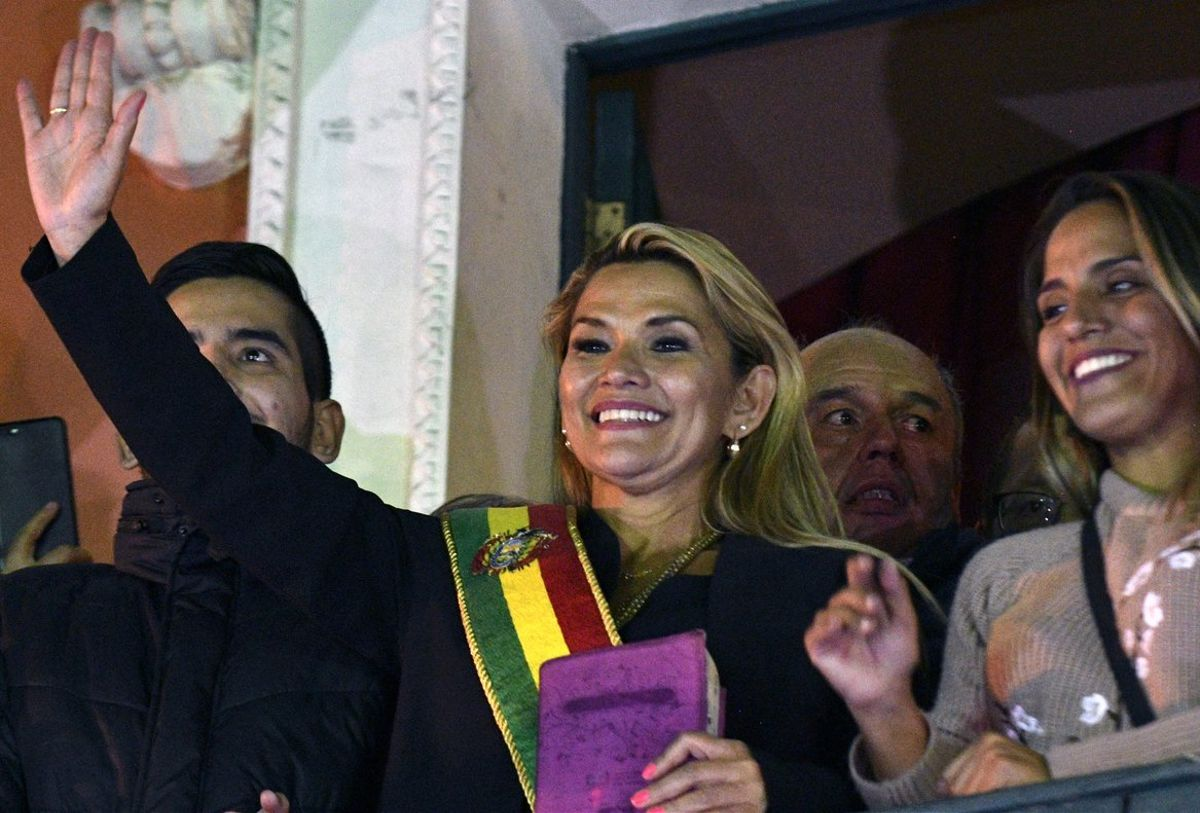
Jeanine Áñez con una Biblia en la mano, saludando desde Palacio Quemado el 12 de noviembre de 2019.

De acuerdo a la constitución boliviana, ante el cese del presidente en el cargo ya sea por muerte, renuncia u otra causal establecida, debe asumir el mando el vicepresidente o en su defecto el presidente del senado, y que en defecto de este, debe asumir el presidente de la cámara de diputados. Asimismo, de acuerdo al artículo 161.º, es la asamblea legislativa ─la reunión de las dos cámaras─ la que debe admitir o negar la renuncia del presidente y el vicepresidente del Estado.

Artículo 169.-

[...] I. En caso de impedimento o ausencia definitiva de la Presidenta o del Presidente del Estado, será reemplazada o reemplazado en el cargo por la Vicepresidenta o el Vicepresidente y, a falta de ésta o éste, por la Presidenta o el Presidente del Senado, y a falta de ésta o éste por la Presidente o el Presidente de la Cámara de Diputados. En este último caso, se convocarán nuevas elecciones en el plazo máximo de noventa días
[...]
Constitución Política del Estado

Las renuncias del presidente Evo Morales y del vicepresidente Álvaro García Linera fueron anunciadas por televisión, y no hubo una presentación formal ante la Asamblea Plurinacional hasta después de 20 de noviembre de 2019. Las renuncias del Presidente y Vicepresidente fueron aceptadas recién el 21 de enero de 2020. Lo mismo ocurrió con los Presidentes de ambas Cámaras, siendo que la presidente del Senado, Adriana Salvatierra, solamente anunció la renuncia a su curul en una entrevista telefónica, y que por el Artículo 31 del Reglamento de la Cámara de Senadores, inciso f, se establece que los senadores perderán el mandato cuando "Renuncien expresamente a su mandato en forma escrita ante el Pleno Camaral". Por eso, todos los titulares o sus suplentes aún tenían la posibilidad de cumplir con sus funciones en caso de existir la condiciones.
Sin haber renuncia presentada oficialmente por la presidente del Senado, Adriana Salvatierra, y sin haber sesión previa para ejercer la suplencia de forma oficial, la senadora Jeanine Añez se identificó como "presidenta del senado" en un video emitido por el canal de televisión UNITEL el 11 de noviembre de 2019, solicitando la intervención de las Fuerzas Armadas, incumpliendo además con el Artículo 246 de la Constitución Política del Estado que establece que las Fuerzas Armadas reciben órdenes del Presidente a través del Ministro de Defensa.
El 12 de noviembre de 2019, Jeanine Añez tomó posesión de la oficina de la Presidencia de la Cámara de Senadores a pesar de no encontrarse legalmente habilitada como presidente del Senado. Sin embargo, en un comunicado del mediodía del mismo 12 de noviembre, Añez llamó a sesión ordinaria del Senado para que pueda asumir la presidencia del Senado. En el mismo comunicado, Añez convocó a una sesión extraordinaria para considerar y aceptar las renuncias del Presidente y Vicepresidente del estado. La sesión debía ser convocada con conocimiento del orden del día con 24 horas de anticipación, de acuerdo al Reglamento de la Cámara de Senadores, Artículo 80. La sesión fue suspendida por falta de quorum, ya que los asambleístas del bloque de mayoría, Movimiento al Socialismo, pidieron "amplias garantías" para que todos puedan llegar al recinto, en La Paz, que se encontraba rodeado por barricadas y fuerzas armadas, pedido que no fue cumplido. Jeanine Añez se autodesignó Presidenta del Senado, a pesar de no pertenecer al bloque de mayoría como se establece en el Artículo 35, II del Reglamento de la Cámara de Senadores, y más tarde presidente del estado, sin quorum, y sin haberse tratado las renuncias de las personas habilitadas a la sucesión constitucional con pleno conocimiento de las omisiones que cometió.
| Línea de sucesión presidencial de Bolivia | Línea de sucesión presidencial de Bolivia   | Línea de sucesión presidencial de Bolivia | Línea de sucesión presidencial de Bolivia | Línea de sucesión presidencial de Bolivia | Línea de sucesión presidencial de Bolivia | Línea de sucesión presidencial de Bolivia                     |
|                                           | Cargo                                       | Titular                                   | Titular                                   | Partido político                          | Partido político                          | Motivo                                                        |
| ----------------------------------------- | ------------------------------------------- | ----------------------------------------- | ----------------------------------------- | ----------------------------------------- | ----------------------------------------- | ------------------------------------------------------------- |
|                                           | Presidente del Estado                       |                                           | Evo Morales                               |                                           | MAS-IPSP                                  | Renunció el 10 de noviembre de 2019.                          |
| 1º                                        | Vicepresidente del Estado                   |                                           | Álvaro García Linera                      |                                           | MAS-IPSP                                  | Renunció el 10 de noviembre de 2019.                          |
| 2º                                        | Presidente de la Cámara de Senadores        |                                           | Adriana Salvatierra                       |                                           | MAS-IPSP                                  | Renunció el 10 de noviembre de 2019.                          |
| -                                         | 1º Vicepresidente de la Cámara de Senadores |                                           | Rubén Medinaceli Ortiz                    |                                           | MAS-IPSP                                  | Renunció el 10 de noviembre de 2019.                          |
| -                                         | 2º Vicepresidente de la Cámara de Senadores |                                           | Jeanine Añez                              |                                           | MDS                                       | Se proclama presidenta de Bolivia el 12 de noviembre de 2019. |
| 3º                                        | Presidente de la Cámara de Diputados        |                                           | Víctor Borda                              |                                           | MAS-IPSP                                  | Renunció el 10 de noviembre de 2019.                          |
| -                                         | 1º Vicepresidente de la Cámara de Diputados |                                           | Susana Rivero Guzmán                      |                                           | MAS-IPSP                                  |                                                               |
| -                                         | 2º Vicepresidente de la Cámara de Diputados |                                           | Margarita Fernández                       |                                           | MDS                                       |                                                               |

El Tribunal Constitucional emitió un comunicado, cuyo valor legal posteriormente fue cuestionado, explicando que en el caso de vacancia de la Presidencia, la sucesión presidencial no requiere de Ley ni de Resolución Congresal y se realiza inmediatamente. El comunicado fue utilizado por Añez y aliados políticos para asegurar que el Tribunal Constitucional había avalado su autoproclamación.
Áñez exhibió una Biblia, así como un ejemplar de los Evangelios al estrenarse en el cargo y posó en un balcón junto a sus hijos, aliados políticos, Luis Fernando Camacho y Marcos Pumari ante la prensa. La banda presidencial fue colocada por un miembro de las Fuerzas Armadas.
Simpatizantes del MAS y representantes de catorce distritos de El Alto se concentraron en un cabildo en La Paz en un fuerte dispositivo policíaco y militar. En el acto desconocieron la presidencia interina de Jeanine Añez y pidieron el desagravio de la wiphala.
El 14 de noviembre de 2019 Jeanine Áñez colocó la bandera de la flor de patujú junto a las dos banderas ya presentes en las instituciones estatales en el Palacio Quemado. Esta bandera ha sido usada como símbolo de resistencia por los opositores a Evo Morales en el oriente del país y representa a los pueblos originarios de ese sector.

### 15 de noviembre
La policía presentó a nueve venezolanos acusados de acto de sedición, supuestamente de grupos vinculados a Evo Morales. El ministro de gobierno interino Arturo Murillo mantuvo que estas personas, todas varones, «han sido arrestadas con armas de fuego sin autorización».
La nueva canciller Karen Longaric anunció la salida de Bolivia del ALBA, aludiendo motivos de desinterés para mantenerse en dicha organización. A su vez, los países miembros del ALBA desconocieron la nueva administración interina del país andino.
Se anunció el cese de funciones del 80% de los embajadores de Bolivia nombrados durante la administración de Evo Morales, la expulsión del personal diplomático de la embajada de Venezuela nombrado por Nicolás Maduro, y se reemplazó por personal diplomático nombrado por Juan Guaidó, quien también fue reconocido como presidente de Venezuela por parte de la administración interina de Bolivia.
Este día Añez también emitió un decreto que exime de «responsabilidad penal al personal de las fuerzas armadas de Bolivia que participe en los operativos de restablecimiento y estabilidad del orden interno» y autoriza a los militares a utilizar «todos sus medios disponibles». Evo Morales se pronunció al respecto, manifestó que «los autores del golpe de Estado en Bolivia gobiernan con decretos, sin el Legislativo y apoyados en armas y bayonetas de Policía y fuerzas armadas».

### Informe final de la OEA
El 5 de diciembre, la organización emitió un documento en el que puso que hubo "graves irregularidades" y que “El análisis estadístico realizado revela que la victoria en primera vuelta de Evo Morales fue estadísticamente improbable”.
El 28 de noviembre de 2019, el Parlamento Europeo adoptó una resolución con el 64% de votos a favor en el que expresaba su apoyo y reconocimiento a la labor de los observadores de la OEA y llamaba a la convocatoria de nuevas elecciones a la vista de los resultados de este informe. Según el embajador de la Unión Europea en Bolivia, León de la Torre, una pequeña misión de expertos de la Unión Europea colaboró y se coordinó con la misión de observación de la OEA en 2019 después de las elecciones, aunque dicha misión no fue de observación electoral. La misión recomendó la celebración de una segunda vuelta, que no se llegó a producir por el desarrollo de los acontecimientos.
Esta auditoría electoral fue solicitada por el Gobierno de Bolivia el 22 de octubre de 2019, a través de la Cancillería mediante una nota oficial al Secretario General de la OEA. Según el acuerdo firmado entre la Secretaría General de la OEA y el Estado Plurinacional de Bolivia el 30 de octubre de 2019, se establece en su artículo 6 que "El resultado del informe de auditoría será vinculante para las dos partes. ".

### Críticas al informe de la OEA
En junio de 2020, Nicolás Idrobo y Dorothy Kronick de la Universidad de Pensilvania y Francisco Rodríguez de la Universidad Tulane publicaron un artículo en la Social Science Research Network, el principal repositorio de acceso abierto, que, al igual que el CEPR, critica el análisis estadístico usado por la OEA. Usando los propios datos de la OEA, los autores llegan a la conclusión de que:
1. El salto en el número de votos de Morales tras el 95% de escrutinio reportado por la OEA no existe.
2. La sentencia secular explica los resultados internos de los distritos.
3. Los autores pueden predecir los resultados posteriores a las 7:40 p. m. con los datos previos, que fueron validados y aprobados por la propia OEA.[180]

El Centro Estratégico Latinoamericano de Geopolítica (CELAG) también ha criticado duramente el informe de la OEA y la falta de autocrítica de esta organización tras las elecciones bolivianas de 2020. El CELAG ha pedido la destitución del presidente de la OEA por el papel que ha jugado en la crisis, basado "en un informe sin rigurosidad técnica que resultó lesivo para la institucionalidad democrática en Bolivia, afectando gravemente la credibilidad de las misiones de observación electoral de la organización". Así mismo, el CELAG acusa a la OEA de ocultar en su documento de conclusiones información crucial que solo desvelaba en los detalles interiores del propio informe.
En una entrevista a los periodistas Martín Natalevich y Gonzalo Ferreira, el presidente de la OEA, Luis Almagro, admitió que tenía la idea preconcebida de que la única manera en que Evo Morales podía ser reelegido era mediante fraude electoral y que su objetivo al mandar a la comisión electoral de la OEA era impedir su reelección y se enorgullecía de haberla impedido.

## Protestas

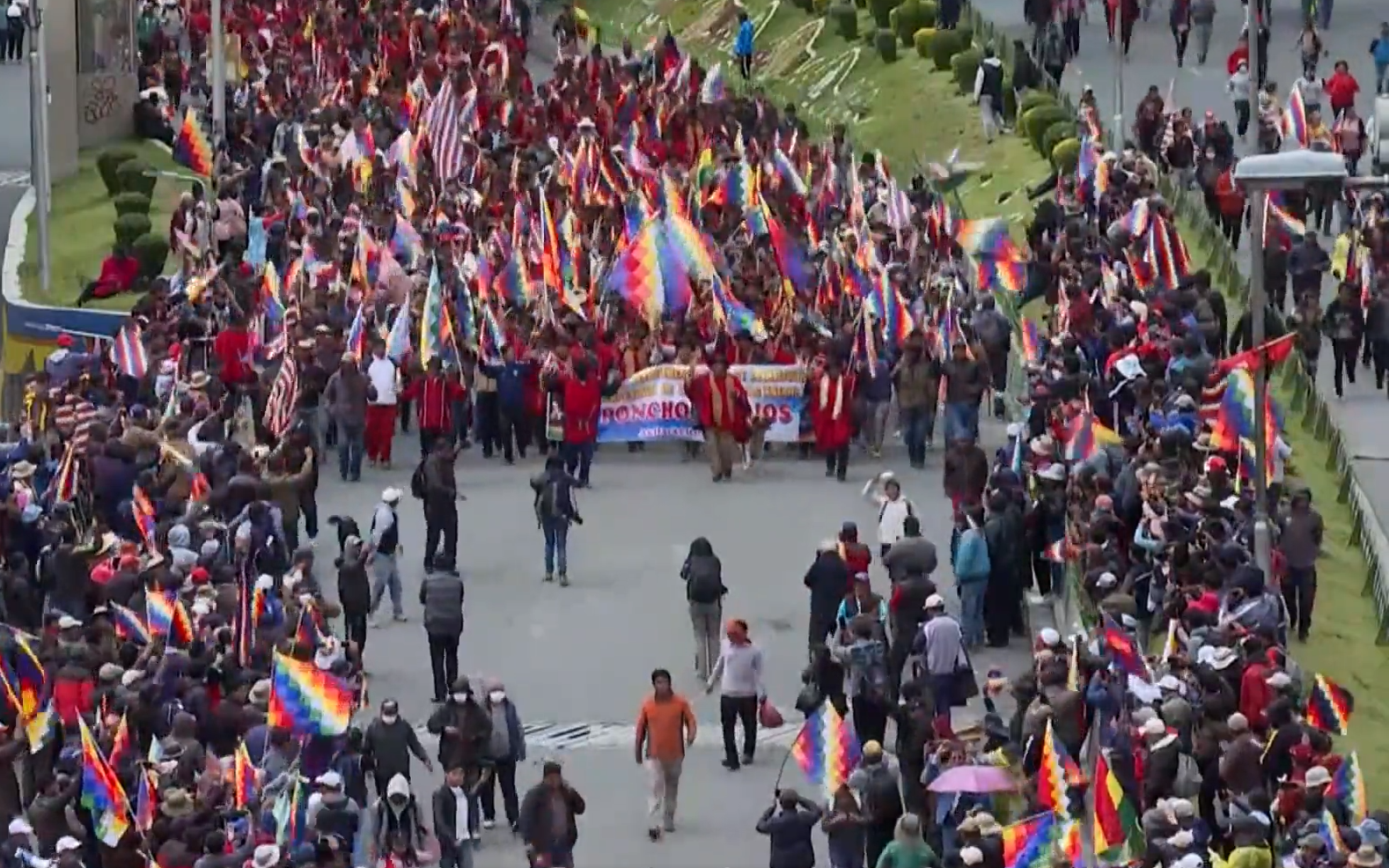
Marcha a favor de Evo Morales descendiendo al centro de la ciudad de La Paz. 14 de noviembre de 2019.

### 12 de noviembre
Al mediodía del martes, sectores de la Ciudad de El Alto, llegaron en una multitudinaria marcha cargada de wiphalas y palos para pedir la reivindicación de la bandera del movimiento indígena. Cruzaron el centro de la ciudad de La Paz e intentaron instalar una concentración en la Plaza Mayor de San Francisco. Otra marcha de vecinos salió del distrito 7 de la ciudad de Viacha rumbo al cruce a Villa Adela en El Alto, pidiendo respeto a los símbolos de los pueblos indígenas.

### 14 de noviembre
Las protestas de personas, en rechazo de la presidenta Añez, protagonizado por comunarios del altiplano paceño y habitantes de El Alto se concentraron en la mañana del jueves en cercanías de la Universidad Pública de El Alto (UPEA), donde se realizó un cabildo y posteriormente se dirigió rumbo a la sede de gobierno. En la movilización participaron pobladores de algunas provincias como Larecaja y Omasuyos, del municipio de Viacha, entre otras y vecinos de los distritos 8 y 10 del municipio alteño.

### Heridos y muertos
En los primeros veinte días, tres personas fueron víctimas fatales en diversos enfrentamientos. Mario Salvatierra y Marcelo Terrazas, ambos por disparos de arma de fuego en el municipio de Montero, y Limbert Guzmán, que sufrió una muerte cerebral en los enfrentamientos de Quillacollo, y falleció en la ciudad de Cochabamba.
El fiscal departamental de Cochabamba, Juan de la Cruz Vargas Vilte confirmó que un joven de veinticuatro años identificado como Miguel Ledezma Gonzáles falleció el 11 de noviembre de 2019 en el municipio de Sacaba durante el operativo nocturno militar y policial. De acuerdo al informe del fiscal, la víctima falleció a consecuencia de un traumatismo cráneo facial por el impacto de proyectil de arma de fuego.
Dos hombres identificados como Beltrán Condori Aruni, de veintitrés años, y Percy Romer Conde Noguera, de 33 años, fallecieron en la mañana del martes 12 de noviembre, víctimas de impactos de bala en la zona sur de La Paz. Sus familiares, quienes pidieron justicia por sus muertes en la morgue del Hospital de Clínicas. De acuerdo con el relato de los familiares, Beltrán Condori fue baleado por efectivos policiales cerca del mediodía. Su madre relató además que los miembros de las fuerzas del orden la amenazaron con un arma de fuego.
Al promediar las 18:00, el diario El Potosí confirmó el fallecimiento de Marcelino Jarata Estrada, de 53 años, quien falleció en circunstancias que todavía no se han establecido oficialmente, ocurrido en Betanzos, en medio de enfrentamientos entre pobladores contra la policía y el ejército.
Roberth Ariel Calisaya Soto, de veinte años de edad, fue víctima de un disparo de arma de fuego ocurrido en la jornada del 13 de noviembre. Fue evacuado desde el lugar del enfrentamiento hasta la clínica San Miguel del municipio de Montero en un vehículo que pasaba por el lugar. Ingresó sin signos vitales y a observación externa y con ayuda de una radiografía, se evidencia que la bala ingresó por la parte derecha del tórax y se alojó en el corazón. Otra víctima sin identificar, producto de los enfrentamientos entre policías y manifestantes en el municipio de Yapacani, falleció por un traumatismo facio-craneal penetrante por proyectil de arma de fuego.
En tanto, según reportó Red Uno, en Cochabamba Filemón Soria fue asesinado en la zona de La Tamborada al ser confundido por una turba con un motoquero, porque se transportaba en motocicleta. La víctima fue amarrada de pies y manos, y dejó a dos niños en la orfandad.
La Defensoría del Pueblo de Cochabamba reportó este viernes en horas de la noche el deceso de cinco personas, producto del enfrentamiento que se registró entre policías y militares con cocaleros en el sector del puente de Huayllani en Sacaba, a la altura del kilómetro diez de la avenida Villazón, ruta que conecta a Cochabamba con Santa Cruz de la Sierra. La policía acusó a «cocaleros» por portar armas de fuego. De acuerdo a los primeros reportes, 39 personas resultaron heridas y cinco fallecieron, identificados como Emilio Colque, Juan López, Omar Calle, César Sipe y una persona no identificada.
En agosto de 2021 el Grupo Interdisciplinario de Expertos Independientes (GIEI) de la Comisión Interamericana de Derechos Humanos dio a conocer las conclusiones de la investigación realizada. Entre otros señalamientos el informe afirma que entre otras violaciones a los derechos humanos se cometieron "ejecuciones sumarias", "al menos 37 personas perdieron la vida en diversos lugares del país y centenares recibieron lesiones de consideración, tanto físicas como psicológicas", en acciones que el grupo de investigadores "no duda" en calificar "como masacres".

## Consecuencias

### Reacciones nacionales
El Movimiento al Socialismo llamó a los simpatizantes de Morales a defenderlo.
El senador boliviano Óscar Ortiz manifestó «se acabó la tiranía». El expresidente de la República, Carlos D. Mesa Gisbert, celebró el «fin de la tiranía», con el mensaje «A Bolivia, a su pueblo, a los jóvenes, a las mujeres, al heroísmo de la resistencia pacífica. Nunca olvidaré este día único. El fin de la tiranía. Agradecido como boliviano por esta lección histórica. Viva Bolivia!!!!!».
El 14 de noviembre los legisladores del MAS anunciaron una huelga de hambre a modo de protesta.

### Corte de relaciones con Venezuela, Cuba, y organismo ALBA-TCP y UNASUR
Karen Longaric, la canciller designada por Añez, anunció la mañana del viernes 15 de noviembre que todo «el personal de la embajada de Venezuela» en un plazo razonable debería abandonar Bolivia por haberse involucrado en asuntos internos. Dijo que se rompían las relaciones con ese país. También abandonaron Bolivia más de setecientos cubanos que estaban prestando trabajos de cooperación en áreas como salud y comunicación, tras un interrogatorio a Yohandra Muro, la coordinadora de la misión médica cubana en Bolivia, según informó el ministro de Salud Pública del Gobierno de Cuba, José Ángel Portal.
Asimismo, Longaric oficializó la salida de Bolivia de la Alianza Bolivariana para los Pueblos de Nuestra América-Tratado de Comercio de los Pueblos ─ALBA-TCP─ y anunció que se estudia la desvinculación de la Unión de Naciones Suramericanas ─UNASUR─ y opinó que «no existe, no opera y no beneficia para nada» a Bolivia.

### Controversia por la denominación de los sucesos
Algunos especialistas en política argumentaron que la renuncia del gobierno es un golpe de Estado. A favor de la postura está Andrés Malamud, investigador de la Universidad de Lisboa que dice que en ese país sudamericano se interrumpió el mandato presidencial al forzarlo a dimitir con la ayuda de las FFAA, acción que considera injustificada por el hecho de que el gobierno había llamado a nuevas elecciones. La misma postura tiene Juan Negri, docente de política en la Universidad de San Martín y en la Torcuato di Tella, quien sostiene que hay un mandato interrumpido, una renuncia no prevista en la Constitución y en donde los militares tuvieron injerencia. Erica de Bruin, docente del Hamilton College de Nueva York, sostiene que es un golpe de Estado en su «versión moderna», llevado a cabo por medio de protestas públicas con el apoyo de las Fuerzas Armadas y que el golpe se materializó según de Bruin cuando el comandante en jefe de las Fuerzas Armadas le solicitó públicamente que renunciara. El politólogo uruguayo Jaime Yaffe argumenta que en Bolivia se quebró el estado de Derecho, que se obligó la salida del mandatario y trajo caos y violencia al país sin nada que pueda justificar al hecho debido al llamamiento a nuevas elecciones realizado días antes de la renuncia.
Por el lado contrario, el abogado boliviano Antonio Rivera sostiene que en su país no hubo golpe de Estado porque Evo Morales no cumplió las mínimas reglas de convivencia pacífica, desconociendo el referéndum donde el 51% de los ciudadanos se manifestó en contra de la reforma constitucional. Esta postura defiende también Carlos Mesa, rival de Morales en los comicios quien indicó que no hay elementos que permitan calificar al hecho como golpe de Estado. De forma similar se pronunció Abel Escribá Folch, docente de Ciencias Políticas y Sociales de la Universidad Pompeu Fabra de Barcelona. Dijo que las Fuerzas Armadas no mostraron intención de tomar el poder, sino que solo se excedieron en sus funciones al recomendar a Morales que renuncie.
Diferentes organismos internacionales como la ONU y la Eurocámara evitaron definir al suceso como golpe de Estado. Participaron en las deliberaciones menos de la mitad de los parlamentarios europeos y por mayoría rechazaron referirse a la situación como tal, aunque fue apoyado por miembros de los partidos de izquierda europeos. A la misma decisión llegó la ONU según comunicó Farhan Haq, un portavoz del secretario general del organismo quien además indicó que no es una situación que ellos deban definir. El mismo criterio tomó la Ciudad del Vaticano, cuyos medios de comunicación hablaron de renuncia y no de golpe.
Jay Ulfelder, politólogo estadounidense se refirió a los hechos como «golpe de Schrödinger», a propósito del experimento teórico de la paradoja del gato de Schrödinger. Escribió que casos así «existen en un estado permanente de ambigüedad y al mismo tiempo es un golpe de Estado y no lo es”, lo que dificultaría encasillarlos en una «sola y clara» categoría.

### Asilo político a Evo Morales
El 23 de noviembre de 2019, el ministro de gobierno comunicó en la red social Twitter el asilo en Argentina de los hijos de Evo Morales, Evaliz Morales Alvarado y Álvaro Morales Peredo. El funcionario habría oficializado la decisión de Jeanine Añez.

### Reacciones internacionales

#### Gobiernos
- Antigua y Barbuda: La embajadora del país antillano Joy-Dee Davis Lake sostuvo que «hoy Bolivia está bajo control militar y la democracia fue puesta cabeza abajo». Además agregó que «lo menos que puede hacer este Consejo Permanente ─el de la OEA─ es condenar el golpe de Estado, al menos para que no vuelva a repetirse en el continente americano».[214]

- Argentina: El Senado rechazó el llamado golpe contra Evo. El texto aprobado por el Senado no solo repudia el golpe en Bolivia sino que insta al Poder Ejecutivo a conceder asilo a todos los que lo soliciten. Los oficialistas presentaron un texto más lavado y finalmente se abstuvieron. Anteriormente el presidente Mauricio Macri señaló a los medios de comunicación que en su gobierno están «preocupados por Bolivia», mientras que el Ministro de Relaciones Exteriores Jorge Faurie señaló que «no están los elementos para describir esto como un golpe de Estado» además de precisar que «en Bolivia no se respetó el acto eleccionario y esto generó una insurrección popular que entendió que se vio alterada su voluntad con fraude».[215][216] El día miércoles 13 las dos cámaras que componen el poder legislativo de Argentina, la de Diputados y la de Senadores, se reunieron para emitir un comunicado pronunciándose sobre los hechos en Bolivia.[217] El Senado aprobó una declaración que repudia «el golpe de Estado perpetrado en el Estado Plurinacional de Bolivia contra el Gobierno democráticamente electo del presidente» Evo Morales.[218][219] Por su parte la cámara de diputados emitió su propia declaración por la cual expresó «su profundo repudio al golpe de Estado perpetrado el 10 de noviembre al estado Plurinacional de Bolivia, que obligó a su presidente Juan Evo Morales Ayma y a otros/as funcionarios del gabinete a renunciar a su mandato». El texto de la declaración apunta a «convocar a todo el arco político de la región a exigir el cese inmediato de la persecución y la y violación a los derechos humanos de funcionarios/as, dirigentes políticos /as, sociales, sindicales, feministas y de la población en general» y «exhortar al pronto restablecimiento de la democracia y el orden constitucional, sin proscripciones».[220]
- Brasil: El presidente Jair Bolsonaro, manifestó que «las denuncias de fraude electoral resultaron en la renuncia del presidente Evo Morales. La lección para nosotros es la necesidad, en nombre de la democracia y la transparencia, de contar los votos que se pueden auditar. ¡El VOTO es un signo de claridad para Brasil!».[221] Además, la cancillería brasileña afirmó en un comunicado que «La renuncia de Evo Morales abrió camino para la preservación del orden democrático, el cual se vería amenazado por la permanencia en el poder de un presidente beneficiado por un fraude electoral».[222]
- Chile: El gobierno chileno emitió un comunicado expresando «su preocupación por la interrupción del proceso electoral para elegir democráticamente al presidente y por la crisis por la que atraviesa la sociedad boliviana».[223]
- Costa Rica: El presidente Alvarado Quesada no reconoció al gobierno de Jeanine Áñez como legítimo. Hizo un llamado a la paz y al respeto constitucional en Bolivia. Declaró que este proceso debe ser estudiado; dijo «no nos parece positivo que sean las fuerzas armadas o el sector militar el que venga a sugerir la salida de un presidente electo democráticamente, eso no nos parece que sea la ruta correcta desde una visión democrática, civilista e institucional».[224] La cancillería por su parte comunicó que «seguirá con atención los graves sucesos que se han desencadenado en Bolivia y expresa su pleno respaldo a los llamamientos al diálogo». Hubo diputados costarricenses que criticaron al presidente de la república por exhibir una postura poco firme al respecto de lo sucedido en Bolivia y lo exhortaron a abogar por la institucionalidad sobre lo que consideran que es un gobierno ilegítimo.[225]
- Cuba: El presidente de la república cubana Miguel Díaz-Canel calificó a la situación como «cobarde golpe de estado» y se solidarizó con Evo Morales.[113][39]
- España: El ministro de Asuntos Exteriores, UE y Cooperación en funciones, Josep Borrell, trasmitió que el gobierno español lamenta la que el proceso electoral anunciado por Morales se haya frustrado por la intervención de las Fuerzas Armadas, a la cual condena, y ha solicitado que se garantice la seguridad del dimitido presidente y los miembros de su gobierno.[226]
- Estados Unidos: El gobierno de Donald Trump se pronunció expresando que «después de casi catorce años y su reciente intento de anular la Constitución boliviana y la voluntad del pueblo, la partida de Morales preserva la democracia y allana el camino para que el pueblo boliviano sea escuchado».[227]
- México: El gobierno de México ofreció a Morales asilo político. El canciller mexicano Marcelo Ebrard informó que si Evo Morales decide solicitar asilo, se le otorgaría en la Embajada de México en la ciudad de La Paz, donde ya recibió a veinte personalidades del Ejecutivo y Legislativo de aquel país.[228][229][230] El canciller señaló que lo sucedido el domingo en Bolivia fue un golpe de Estado porque a pesar del anuncio de Evo Morales para realizar nuevas elecciones, el Ejército le pidió la renuncia. Además adelantó que México le solicitará a la OEA una reunión urgente «porque lo que hubo ayer [por el domingo] frente al pronunciamiento militar y las operaciones policiales, fue el silencio».[231]
- Nicaragua: El presidente de Nicaragua, Daniel Ortega, denunció «golpe de Estado». Por otro lado, la oposición nicaragüense calificó la renuncia de Evo Morales como un «triunfo de la democracia».[38]
- Perú: El Ministerio de Relaciones Exteriores del Perú afirmó «hacer votos» para que la transición política en Bolivia se haga dentro del marco de las leyes del Estado Plurinacional.[232][233]
- Rusia y China: Las cancillerías de Rusia y China pidieron buscar una salida constitucional a la situación en Bolivia.[234] Para el ministerio de relaciones ruso, la crisis boliviana presenta pautas de un golpe de Estado.[40]
- Siria: El gobierno de Siria aseguró que «condena el golpe de Estado» contra Evo Morales y aseguró mostrarle todo su apoyo, así mismo acusó a Estados Unidos de estar detrás de los sucesos en Bolivia.[235]
- Uruguay: La Presidencia de la República realizó un comunicado calificando los sucesos como golpe de Estado, y pidiendo que «el proceso electoral se encauce de conformidad con las disposiciones de la Constitución y las leyes del Estado Plurinacional de Bolivia, restaurando de inmediato el Estado de derecho y respetando plenamente los derechos humanos y civiles de todos los habitantes y particularmente la inviolabilidad de las representaciones diplomáticas extranjeras y de sus funcionarios».[33]
- Venezuela: Los dos líderes en disputa en Venezuela expresaron posiciones contrarias. Nicolás Maduro, emitió una declaración expresando que condena «categóricamente el golpe realizado en contra de nuestro presidente hermano Evo Morales».[236] Juan Guaidó, expresó sobre la salida de Morales que «lo que se siente es el huracán democrático en América Latina. Que viva Bolivia, la hija predilecta del libertador Simón Bolívar».[237] Guaidó también reconoció a Áñez como presidente interina de Bolivia hasta que nueva elecciones presidenciales tuvieran lugar.[238] Como respuesta, Áñez reconoció a Guaidó como presidente de Venezuela y respectivamente lo llamó para designar a un nuevo embajador venezolano en Bolivia, "quien será reconocido inmediatamente por nuestros gobierno".[239] El gobierno interinó también cortó relaciones diplomáticas con el gobierno de Maduro, dándole a sus diplomáticos 72 horas para salir del país.[240][241]

#### Instituciones internacionales
- Organización de los Estados Americanos: Luis Almagro, secretario general del organismo, señaló que «si hubo un golpe de Estado en Bolivia, ocurrió el 20 de octubre cuando el señor Evo Morales quiso quedarse en el poder en la primera vuelta».[242]
- El Parlamento del Mercosur, conocido también como Parlasur, a través de una declaración emanada este lunes 11, rechazó «el golpe cívico-militar en curso en el Estado Plurinacional de Bolivia, contra el gobierno democráticamente electo del Presidente Evo Morales, así como la estrategia de violencia política extrema». El documento emitido expresa que se ha roto el orden democrático institucional «al asumir directamente por parte de las Fuerzas Armadas y policiales el impulso a una ola de violencia política que ponen en peligro miles de vidas al haberse convocado abiertamente a la insubordinación para deponer por la fuerza al Presidente Evo Morales».[243]
- Unión Europea: La alta representante de la UE para la Política Exterior, Federica Mogherini, exhortó a las partes implicadas en los sucesos de Bolivia a que tengan contención y responsabilidad, para que se celebren nuevas elecciones.[244] La Misión Técnica de Expertos Electorales de la Unión Europea posteriormente publicó un informe llegando a conclusiones similares que la OEA, declarando que  sus observadores detectaron «numerosos errores e irregularidades en las actas electorales» y describiendo que «figuraban actas con un número inusualmente elevado de votos nulos, votos en blanco y una participación del ciento por ciento de los electores en una serie de mesas electorales».[245][246]

#### Organismos de Derechos Humanos
En un comunicado, la Comisión Interamericana de Derechos Humanos condenó la violencia contra manifestantes en Bolivia, y esta preocupado por el papel de los militares en la crisis, y las amenazas y agresiones contra periodistas. Denunciando de «el uso indiscriminado de gas lacrimógeno por policías y militares en Bolivia atenta gravemente contra los estándares jurídicos internacionales». La CIDH también alertó sobre el «grave decreto» 4078 que exime de responsabilidad penal a las fuerzas armadas bolivianas.

#### Otros
- Argentina: El entonces presidente electo Alberto Fernández, expresó «No es un lindo día para los que queremos que la democracia se afiance entre nosotros. No hay ningún ejército que haya liberado a un pueblo. Ha habido un golpe de estado en Bolivia». Además agradeció a los presidentes de México, Perú y Paraguay ─Manuel López Obrador, Martín Vizcarra y Mario Abdo Benítez, respectivamente─ por su colaboración para asilar y ayudar a Evo Morales.[248] Por otra parte, uno de los partidos más importantes que forma parte de la coalición de gobierno del presidente Macri, la Unión Cívica Radical, emitió un comunicado que define los hechos en Bolivia como golpe de Estado.[249] También la ex canciller del gobierno de Mauricio Macri, Susana Malcorra, ha calificado de golpe de Estado lo sucedido.[250] Las Abuelas de Plaza de Mayo y varias instituciones de derechos humanos en Argentina expresaron su indignación por lo que sucede en Bolivia y, según un comunicado, calificaron la renuncia de Evo Morales como golpe de Estado y expresaron que tampoco se siguieron los pasos institucionales para designar autoridades interinas.[251]
- Perú: El expresidente Ollanta Humala afirmó que dicha renuncia se trataba de un quiebre institucional, en Twitter manifestó: «Condeno profundamente el quiebre institucional provocado por la actitud política de las Fuerzas Armadas y la violencia en Bolivia. Mi solidaridad con el presidente Evo Morales, quien tomó la obligada decisión de renunciar para que la violencia provocada por la oposición no lastime más al pueblo».[42][252]
- Brasil: El expresidente Lula da Silva expresó en Twitter: «Acabo de escuchar que hubo un golpe de Estado en Bolivia y que el compañero [Evo Morales] se vio obligado a renunciar. Es lamentable que América Latina tenga una élite económica que no sepa cómo vivir con la democracia y la inclusión social de los más pobres».[253] Más adelante, en un reportaje al periódico The Guardian, Lula expresó “Mi amigo Evo Morales cometió un error cuando buscó un cuarto mandato como presidente”[43]
- Colombia: El expresidente de Colombia Andrés Pastrana negó que la salida de Evo Morales haya sido un golpe de Estado al expresar «¡No nos equivoquemos! después de presentarse como un candidato ilegítimo, celebrar unas elecciones fraudulentas y conocer el informe oficial de auditoría de la OEA, Evo Morales renuncia. ¿Cuál golpe de estado?».[254]
- Uruguay: El expresidente José Mujica afirmó que lo sucedido «se trata de un golpe de Estado, no hay que darle mucha vuelta. ¿Por qué? Porque hay un ultimátum del Ejército que se tiene que ir o ir y la está Policía cuartelada, punto. Y ¿cómo se llama eso?».

## Medios de comunicación

### Agresión a la prensa y a la libertad de expresión
La ministra de comunicaciones designada por Añez, Roxana Lizárraga, se refirió de modo amenazante que «Periodistas que son en algunos casos bolivianos y en otros extranjeros que están causando sedición en el país tienen que responder a la ley boliviana». Y señaló que los tienen identificados y que el ministro de Gobierno Arturo Murillo «va a tomar las acciones pertinentes».
La Sociedad Interamericana de Prensa ─SIP─ expresó su preocupación. Condenó el clima de hostilidad contra corresponsales extranjeros en Bolivia y las declaraciones de la ministra Lizárraga.
El presidente de la SIP, Christopher Barnes, y el presidente de la Comisión de Libertad de Prensa e Información de esa entidad, Roberto Rock, dijeron que las declaraciones de la ministra son «peligrosas al validar y probablemente incitar a que sectores violentos actúen contra los periodistas».
La Asociación Nacional de Periodistas de Bolivia ─ANPB─ emitió un comunicado de prensa ante las declaraciones de Lizárraga, y pidió al gobierno transitorio garantías para el trabajo periodístico y que se abstenga de amenazar a los periodistas con procesos penales por delitos como la sedición.
La periodista argentina corresponsal de la cadena catarí Al Jazeera Teresa Bo, recibió una descarga de gas lacrimógeno en los ojos en medio de una cobertura. La agresión provino de un efectivo policial. La periodista publicó el momento en sus redes sociales, y en el mensaje que acompañó las imágenes fue «solo estábamos en la calle reportando lo que pasaba y la policía boliviana responde así».

### Situación de periodistas argentinos
Periodistas argentinos que estaban cubriendo los sucesos sufrieron insultos y amenazas por parte de diferentes grupos bolivianos y fueron resguardados en la embajada argentina en La Paz. El embajador Normando Álvarez García confirmó que se trata de miembros de los equipos de TN, Telefe y A24 quienes fueron afectados por las agresiones. La Cancillería argentina solicitó a las autoridades en ejercicio del poder en Bolivia velar por la seguridad e integridad de los medios argentinos presentes en el territorio boliviano. Posteriormente los periodistas argentinos fueron evacuados del país, luego de haber sido víctimas de ataques en las calles en medio de una gran escalada de tensión. La ministra de Seguridad argentina, Patricia Bullrich, señaló que «no están dadas las garantías de trabajo en la calle».